# 노지연
노지연(1989년 8월 1일 ~ ) 은 대한민국의 배우이다.

## 드라마
- 2012년 tvN 《응답하라 1997》 - 장단지 역[1]

## 공연
- 2010년 : 나를 부르다
- 2010년 : 강풀의 순정만화
- 2011년 : 내 남자의 혈액형
- 2012년 : 강풀의 순정만화
- 2014년 : 애정빙자사기극
- 2015년 : 연애는 괴로워